# Pleodicyema delamarei
Pleodicyema delamarei är en djurart som tillhör fylumet rhombozoer, och som beskrevs av Nouvel 1961. Pleodicyema delamarei ingår i släktet Pleodicyema och familjen Dicyemidae. Inga underarter finns listade i Catalogue of Life.